# Октябрське сільське поселення (Глазовський район)
Октя́брське сільське поселення — колишнє муніципальне утворення у складі Глазовського району Удмуртії, Росія. Адміністративний центр — село Октябрський.
Законом Удмуртської Республіки від 29.04.2021 № 38-РЗ ліквідовано через перетворення муніципального району на муніципальний округ.
Населення — 1825 осіб (2015; 1864 в 2012, 1836 в 2010).
В поселенні діють школа та садочок, школа-садочок, 3 клуби, амбулаторія та ФАП. Працює 5 магазинів, серед підприємств — ТОВ «Октябрський» та «Літо», меблевий цех.
Голови:
- 2006–2011 Дементьєва Інна лександрівна
- з 2011 — Дементьєва Інна Олександрівна

## Склад
В склад поселення входять такі населені пункти:
| Населений пункт                | Населення, осіб (2010) | Населення, осіб (2012) |
| ------------------------------ | ---------------------- | ---------------------- |
| Дома 1177 км, без статусу      | 4                      | 4                      |
| Дома 1181 км, без статусу      | 0                      | 0                      |
| Дома 1182 км, без статусу      | 3                      | 3                      |
| Котнирево, присілок            | 9                      | 12                     |
| Октябрський, село              | 1256                   | 1271                   |
| Омутниця, присілок             | 198                    | 194                    |
| Роз'їзд Туктим 1181 км, селище | 0                      | 0                      |
| Сепич, присілок                | 29                     | 31                     |
| Трубашур, присілок             | 334                    | 345                    |
| Якшино, присілок               | 3                      | 4                      |